# 柯尤慕·吐尔迪
柯尤慕·吐尔迪（1937年—1999年），男，维吾尔族，新疆喀什人，中国作家，曾任新疆人民出版社编辑，中国作家协会理事。